# 698
698(육백구십팔)은 697보다 크고 699보다 작은 자연수다.

## 수학
- 합성수로, 그 약수는 1, 2, 349, 698이다. 진약수의 합은 352이므로, 698은 부족수다.
- {\displaystyle 698=13^{2}+23^{2}}
  - 서로 다른 두 소수(素數)의 제곱합으로 나타낼 수 있는 17번째 반소수다. 이 성질을 지닌 앞의 수는 554, 다음 수는 818이다. (OEIS의 수열 A103558)

## 과학
- NGC 698(독일어판, 프랑스어판): 화로자리 방향에 있는 중간나선은하.
- 698 에르네스티나(영어판): 소행성.

## 군사
- SSN-698(영어판): 미국 해군의 로스앤젤레스급 잠수함.

## 문화유산
- 대한민국의 보물 제698호: 대불정여래밀인수증요의제보살만행수능엄경 권6~10

## 기타
- 연도: 698년, 기원전 698년